# Line (đơn vị)
Line (viết tắt là L hoặc l hoặc ‴ hoặc lin). Là một đơn vị đo chiều dài Anh, có các giá trị khác nhau như 1⁄10, 1⁄12, 1⁄16, hay 1⁄40 inch. Nó không được bao gồm trong số các đơn vị được ủy quyền là hệ thống Hoàng gia Anh vào năm 1824.

## Kích thước
Line đã không được công nhận bởi bất kỳ đạo luật của Nghị viện Anh nhưng thường được hiểu như là 1⁄4 của một barleycorn, mà bản thân nó đã được công nhận bởi luật như 1⁄3 của một inch nhưng thường xem như 1⁄4 của một inch. Line cuối cùng đã được thập phân bằng 1⁄10 của một inch, mà không phải trung gian qua barleycorn. Các khuy thương mại sử dụng thuật ngữ, định nghĩa lại bằng 1⁄40 của một inch.

## Sử dụng
Các nhà thực vật học trước đây là sử dụng các đơn vị (thường là 1⁄12 inch) để đo kích thước các phần của thực vật. Philosophia Botanica của Linnaeus (1751) bao gồm các Linea trong bản tóm tắt của các đơn vị đo lường, định nghĩa nó là "Linea una Mensurae parisinae"; Stearns cho chiều dài của nó là 2,25 mm. Ngay cả sau khi đo đạc, các nhà thực vật học người Anh vẫn tiếp tục sử dụng các công cụ với các cấp độ được đánh dấu là linea (line); line Anh là khoảng. 2.1 mm và line Paris khoảng 2.3 mm.
Thợ súng và các công ty vũ khí cũng được sử dụng các line 1⁄10 inch (các "line thập phân"), một phần do tầm quan trọng của Đức và Nga trong ngành công nghiệp vũ khí. Những thứ này hiện được tính theo milimet, nhưng cỡ nòng 7.62 mm dường như tùy ý ban đầu được hiểu là cỡ nòng 3 line (như với Súng trường Mosin năm 1891). Cỡ nòng 12.7 mm được sử dụng bởi súng máy Browning M2 tương đương như cỡ nòng 5 line.

### Trích dẫn
1. ↑  Jefferson (1790).
2. ↑  Niles (1814), tr. 22.
3. ↑  Jefferson,[1] republished by Niles.[2]
4. ↑  Stearn, W.T. (1992). Botanical Latin: History, grammar, syntax, terminology and vocabulary, Fourth edition. David and Charles.